# El patrón: radiografía de un crimen
El patrón: radiografía de un crimen es una película argentina dramática-policial de 2014 coescrita, coproducida, editada y dirigida por Sebastián Schindel. El guion fue escrito por Schindel junto a Nicolás Batlle y Javier Olivera, y basado en el libro homónimo de Elías Neuman. Es protagonizada por Joaquín Furriel, Mónica Lairana, Guillermo Pfening y Luis Ziembrowski. Hizo su aparición en cartelera el 26 de febrero del 2015.
La película participó en muchos festivales alrededor del mundo, como el Festival de Busan en Corea del Sur, donde recibió el Premio del público; el Festival de Varsovia, donde obtuvo el segundo puesto del Premio del público; el Festival Internacional de Cine de Guadalajara, donde ganó los premios a la Mejor ópera prima y Mejor actor (Joaquín Furriel); el Festival Internacional de Cine de Viña del Mar, donde ganó los premios a la Mejor película, Mejor director y el Premio del público. Además integró la sección oficial de varios festivales como los de Chicago, La Habana, Santa Bárbara, Mar del Plata, Seattle, Varsovia y Busan.

## Sinopsis
Hermógenes, un humilde peón de campo y hachero proveniente de Santiago del Estero se muda con su pareja a Buenos Aires, con la esperanza de ganar un mejor salario. Allí empieza a trabajar de carnicero para el inescrupuloso Latuada, dueño de una cadena de carnicerías, quien engaña y manipula a Hermógenes, reduciéndolo a vivir en condiciones de trabajo esclavo. Éste lo maltrata constantemente, tanto a él como a su esposa, y crea el camino hacia una gran tragedia, la cual es eventualmente descubierta por un abogado que debe defender a Hermógenes.

## Reparto
- Joaquín Furriel como Hermógenes
- Mónica Lairana como Gladys
- Guillermo Pfening como Marcelo di Giovanni
- Luis Ziembrowski como Latuada
- Victoria Raposo como Clara
- Germán de Silva como Armando
- Andrea Garrote como Nora
- Gabriel Fernández como Abogado
- Ricardo Díaz Mourelle como Juez

## Recepción

### Crítica
El patrón, radiografía de un crimen obtuvo muy buenas críticas tras su estreno. El sitio especializado TodasLasCríticas le otorga a la película una clasificación de 75 sobre 100 basado en 35 críticas lo cual indica una amplia acogida positiva en general.
Lucero Solórzano del diario mexicano Excelsior escribió:

«Otra sólida propuesta argentina. (...) 4 personajes potentes, muy bien descritos, y la película atrapa desde el principio hasta el fin.»

A su vez Alejandro Lingenti del diario La Nación sostuvo que:

«Una película sobre la explotación laboral, pero también sobre la tortura psicológica, la avaricia, la corrupción (...) Un guion sólido, que evita inteligentemente la dispersión.»

Horacio Bilbao del diario Clarín mencionó en su evaluación:

«Hay una historia mayor. (...) Es cierto, le faltan matices a estos personajes, que son cien por ciento sumisos, o viles, o comprometidos. Y el desenlace de la historia está, quizá, muy anunciado.»

La actuación de Joaquín Furriel también fue elogiada. Hugo Fernando Sánchez de Tiempo Argentino dijo:

«La puesta con ritmo de thriller (...) con un Furriel exacto en su transformación, no sólo física sino desapareciendo detrás del carácter del protagonista, en donde la sumisión, la exclusión y el destino trágico se combinan con la violencia en la que se formó. Y todo se nota en la composición del actor.»

Por su parte Diego Curubeto del diario Ámbito Financiero además de alabar la actuación de Furriel y la de Ziembrowski, detalló sobre la trama:

«El film está bien narrado y filmado con rigor, por lo que se ve con interés. Sin embargo la corrección política y el desenlace conciliador no ayudan a que el asunto tome demasiado vuelo.»

### Comercial
La cinta gozó de un ligero éxito al convocar a más de 15.267 espectadores en su primer fin de semana en 34 pantallas. El arranque en sí fue muy sólido en contraste con el hecho de que no contó con una campaña publicitaria importante pero el protagonista principal (Furriel) logró en sus recorridos por varios canales televisivos, promocionar el film. La película finalizó su recorrido por la cartelera argentina con un total de 47.247 espectadores quedando entre las 15 películas argentinas más vistas en lo que va del año 2015.

## Premios y nominaciones

### Premios Sur
La décima edición de los Premios Sur se llevó a cabo el 24 de noviembre de 2015.
| Año  | Categoría                          | Nominado                                         | Resultado |
| ---- | ---------------------------------- | ------------------------------------------------ | --------- |
| 2015 | Mejor película                     | El patrón: radiografía de un crimen              | Nominado  |
| 2015 | Mejor director                     | Sebastián Schindel                               | Nominado  |
| 2015 | Mejor actor                        | Joaquín Furriel                                  | Ganador   |
| 2015 | Mejor guion adaptado               | Nicolás Batlle Javier Olivera Sebastián Schindel | Ganador   |
| 2015 | Mejor fotografía                   | Marcelo Iaccarino                                | Nominado  |
| 2015 | Mejor dirección de arte            | Augusto Latorraca                                | Nominado  |
| 2015 | Mejor maquillaje y caracterización | Karina Camporino                                 | Ganador   |

### Premios Cóndor de Plata
La 64° edición de los Premios Cóndor de Plata tuvo lugar el 3 de octubre de 2016.
| Año  | Categoría                          | Nominado                                         | Resultado |
| ---- | ---------------------------------- | ------------------------------------------------ | --------- |
| 2016 | Mejor Película                     | El patrón: radiografía de un crimen              | Ganador   |
| 2016 | Mejor Director                     | Sebastián Schindel                               | Nominado  |
| 2016 | Mejor Actor                        | Joaquín Furriel                                  | Ganador   |
| 2016 | Mejor Actor de Reparto             | Luis Ziembrozky                                  | Nominado  |
| 2016 | Mejor Actriz de Reparto            | Mónica Lairana                                   | Ganador   |
| 2016 | Mejor Guion Adaptado               | Nicolás Batlle Javier Olivera Sebastián Schindel | Nominado  |
| 2016 | Mejor fotografía                   | Marcelo Iaccarino                                | Nominado  |
| 2016 | Mejor montaje                      | Andrés Ciambotti Sebastián Schindel              | Nominado  |
| 2016 | Mejor dirección de arte            | Augusto Latorraca                                | Nominado  |
| 2016 | Mejor sonido                       | Javier Farina Fernando Vega Hernán Gerard        | Nominado  |
| 2016 | Mejor música original              | Lucas Kohan                                      | Nominado  |
| 2016 | Mejor Maquillaje y Caracterización | Karina Camporino                                 | Ganador   |

### Premios Platino
La 3.ª edición de los Premios Platino tuvo lugar el 24 de julio de 2016.
| Año  | Categoría                                   | Candidato(s)                        | Resultado |
| ---- | ------------------------------------------- | ----------------------------------- | --------- |
| 2016 | Mejor ópera prima de ficción iberoamericana | El Patrón, radiografía de un crimen | Nominado  |